# Traqueítis
La traqueítis consiste en una infección aguda de la tráquea, que es la vía respiratoria que une la laringe con los bronquios. La traqueítis bacteriana afecta con mayor frecuencia a niños en edad escolar (en torno a los 5 años).

## Etiología
El agente causante son unas bacterias, denominadas Staphylococcus aureus y Haemophilus influenzae. 

## Síntomas y signos
El niño afectado tiene tos perruna, irritación de garganta, afonía, malestar general y dificultad respiratoria. También se puede presentar una laringitis por infección de virus, como ocurre con el resfriado común. Es de carácter más leve.

## Tratamiento
Cuando la traqueítis se produce por bacterias, hay que administrar un antibiótico y, si se complica, resulta fundamental tratar de mantener la vía aérea permeable, por eso, a menudo, el niño enfermo necesita intubación y antibióticos.